# Kawasaki Caribbean Challenge
Kawasaki Caribbean Challenge es un videojuego de carreras desarrollado por Park Place Productions y publicado por GameTek para Super NES que se lanzó en 1993 exclusivamente para el mercado norteamericano.

## Jugabilidad
Uno o dos jugadores pueden competir con seis vehículos Kawasaki diferentes en tres islas Caribeñas diferentes. Los jugadores deben terminar cinco vueltas y terminar en primer lugar para que se les acredite una victoria.
Hay muchas curvas y recodos traicioneros en la pista de carreras mientras los jugadores compiten por la máxima supremacía y por terminar en el primer puesto.